# 王大成 (政治人物)
王大成（1945年—），汉族，中华人民共和国政治人物、第十一届全国政协委员。
加入中国共产党，担任全国人大常委会预算工作委员会原副主任。2008年，当选第十一届全国政协委员，代表经济界，分入第三十七组。并担任经济委员会专委。